# Le Martyre de sainte Agnès
Le Martyre de sainte Agnès est un tableau réalisé par le peintre français Joseph-Désiré Court en 1864. Cette huile sur toile de très grand format est une peinture chrétienne qui représente le martyre d'Agnès de Rome devant un paysage urbain réinventant le Forum Romain en l'an 303. Elle figure la future sainte  à genoux, implorant le Ciel aux pieds de Dioclétien, l'empereur à l'origine de la Grande persécution.
Commandée par Napoléon III en 1858, l'œuvre est exposée au Salon de 1865, alors que l'artiste vient de mourir. En 1897, elle est envoyée à Rouen, où elle est conservée au musée des Beaux-Arts depuis 1925. À la faveur de sa restauration au cours des années 2000, elle a été accrochée sur une cimaise devant Le Cours de la Seine de Raoul Dufy, lequel est dès lors resté invisible jusqu'à la séparation des deux peintures au début des années 2020.

Raoul Dufy, Le Cours de la Seine, 1937 – Musée des Beaux-Arts de Rouen, Rouen.